# Novomoskovsk (Rusko)
Novomoskovsk (rusky Новомосковск), do roku 1933 Bobriki (Бобрики) a poté do roku 1961 Stalinogorsk (Сталиногорск), je město v Rusku, v jeho evropské části, 220  km jižně od Moskvy, má 130 000 obyvatel. Je významným průmyslovým centrem Tulské oblasti a je místem, kde pramení řeky Don a Šat.

## Historie

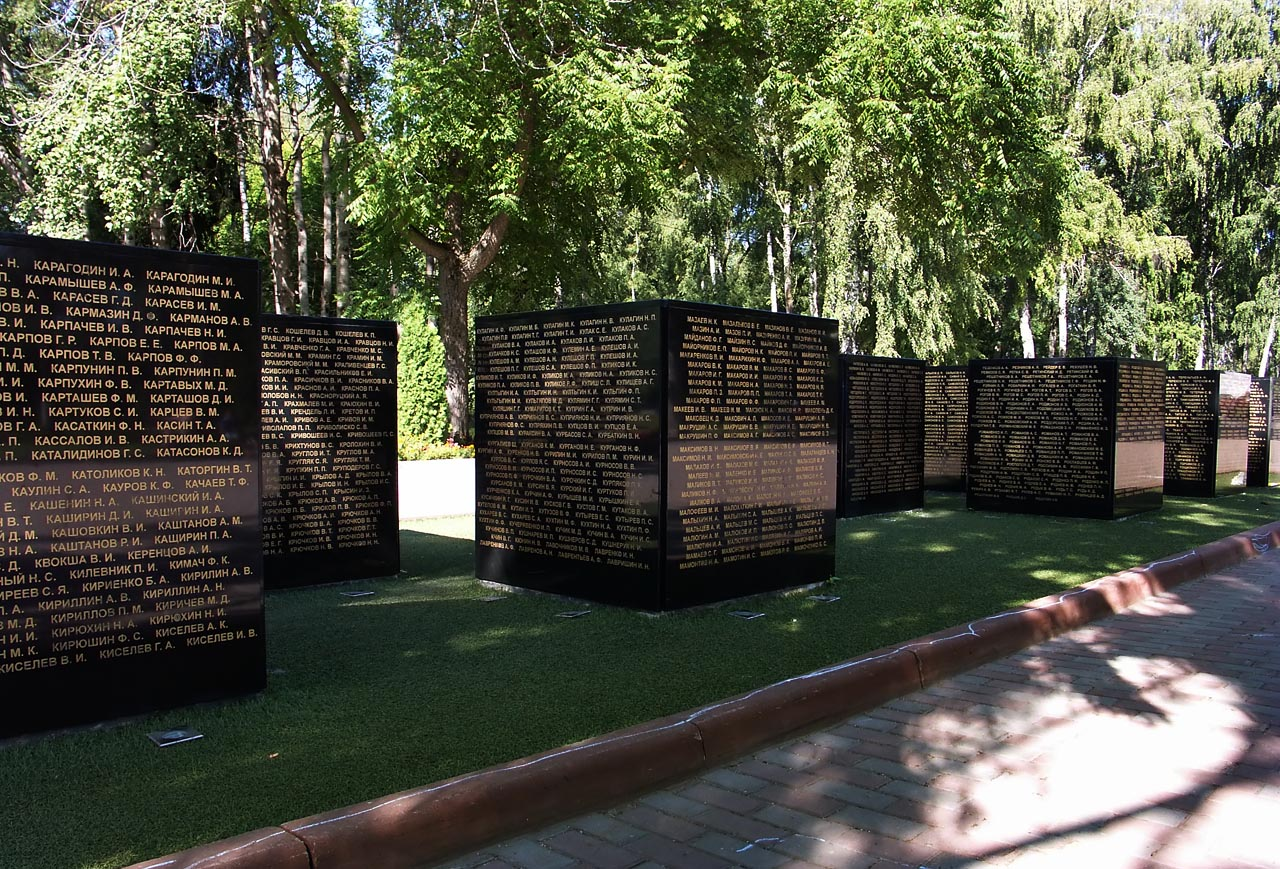
Pomník padlým ve válce

Původní osada, nacházející se na místě Novomoskovska, měla název Bobriki, po šlechtické rodině Bobrinských.
V rámci první pětiletky, po rozhodnutí o intenzivní těžbě uhlí a o výstavbě mohutného chemického kombinátu Azot (dusíkatá hnojiva), bylo, prakticky na zelené louce, od roku 1930 budováno město Bobriki. Následoval prudký nárůst počtu obyvatel, když byla v roce 1933 uvedena do provozu nová tepelná elektrárna a chemický kombinát zahájil první produkci. V témže roce bylo město přejmenováno na Stalinogorsk.
V době druhé světové války bylo město v rámci bitvy před Moskvou Němci nejprve obklíčeno a poté i obsazeno, ale pouze na dobu 17 dnů - 25. 11.-12. 12. 1941. Poté byli Rudou armádou přinuceni němečtí vojáci ustoupit.
V roce 1957 byl Stalinogorsk zařazen do Tulské oblasti a v roce 1961 byl přejmenován na Novomoskovsk. V průběhu devadesátých let byla utlumena těžba uhlí a ve městě se objevili západní investoři (Knauf, Procter&Gamble).

## Charakteristika

### Podnebí
Město se nachází v pásmu mírného klimatu, s kontinentálním charakterem, vyznačujícím se vyššími rozdíly mezi maximální a minimální teplotou. Roční úhrn srážek je asi 600 mm.

### Okolní krajina
Krajina v okolí města je mírně zvlněná až rovinatá, částečně zalesněná (asi 5% plochy). V okolí města je množství jezer a zaplavených dolů, nejvýznamnějším vodní nádrží je severně od města nacházející se Šatské jezero, prameniště řeky Šat. Městem prochází rozvodí mezi Černomořským a Kaspickým úmořím.

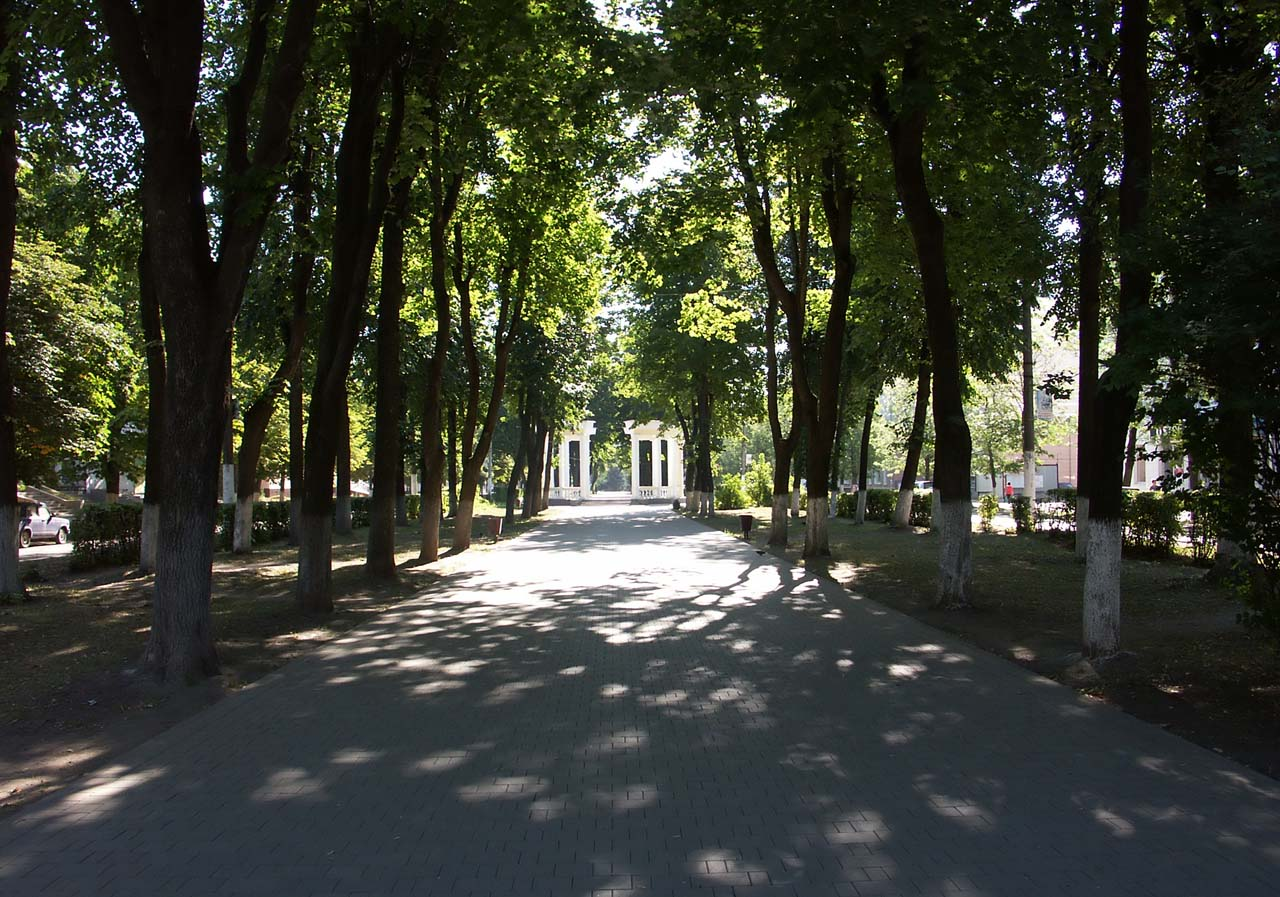
Altánek na Komsomolské třídě

### Urbanismus
Centrální část Novomoskovsku tvoří pravoúhlá síť ulic, hojně lemovaných vzrostlou zelení, zpravidla s volně přístupnými a průchozími vnitrobloky. Osy města tvoří dvě významné třídy s parkovou úpravou mezi směrově rozdělenými komunikacemi, ulice Moskovskaja a Komsomolskaja. Po Moskevské ulici původně vedla železniční trať s nádražím v prostoru křížení obou ulic, později byla ale železnice odsunuta na západní okraj města.
Novější výstavba, navazující na centrum především ze severu, už pravoúhlý koncept ulic opustila. ´
Velké průmyslové závody a elektrárna se převážně nachází mimo město, většinou dále na severu.

## Průmysl
Novomoskovsk je významným průmyslovým centrem, s významným průmyslem chemickým, spotřebním, potravinářským a průmyslem stavebních hmot. Zejména imise chemického průmyslu ale představují nezanedbatelnou ekologickou zátěž pro město a okolí.
V novomoskovské oblasti se vyskytují zásoby uhlí, sádrovce, pyritu a keramických hlín. Předtím, než byla těžba uhlí v devadesátých letech utlumena, býval Novomoskovsk městem horníků. Dnes se zde těží převážně suroviny pro průmysl stavebních hmot.

## Doprava
Silničně je Novomoskovsk napojen především dálničním přivaděčem z dálnice A4 / E115 "Don" z Moskvy do Voroněže. Městem prochází elektrizovaná železniční trať, je zde autobusové spojení z Moskvy, Tuly a řady dalších měst..
Městská a příměstská hromadná doprava je zajišťována zejména sítí mikrobusů a autobusů.

## Vzdělání, kultura a sport

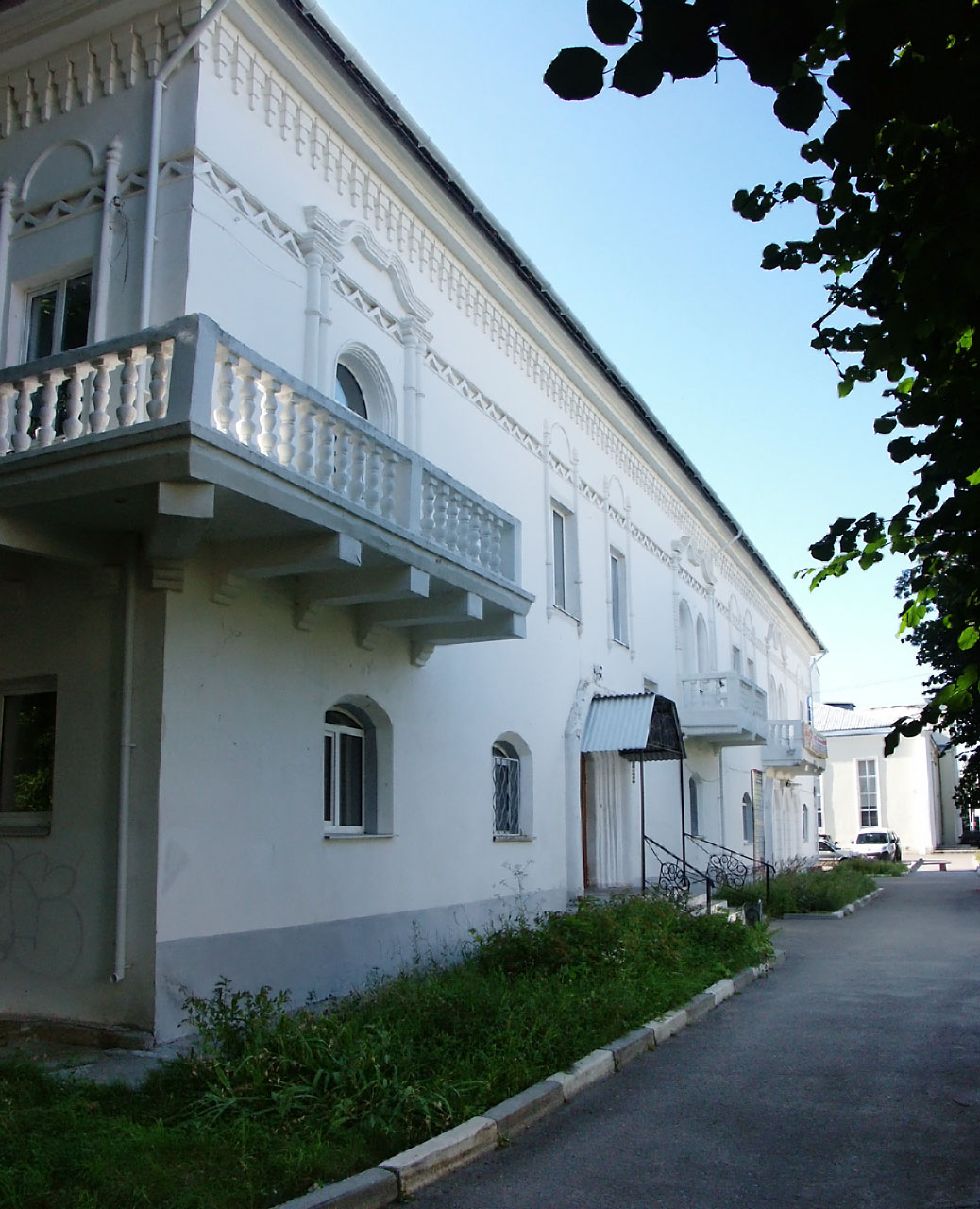
Divadlo

Ve městě se nachází pracoviště Akademie věd, výzkumných ústavů, středních a vysokých škol. Působí zde pravidelné Divadlo V. M. Kačalina, má zde sídlo symfonický orchestr. Jsou tu výstavní sály, knihovna a nachází se tu muzea regionálního významu. Ve městě vychází několik novinových titulů, nejstarší "Novomoskovská pravda" (od 1930), působí rozhlasové stanice.
Na území města nalezneme řadu sportovišť, zimní a fotbalový stadion, bazén.

## Zajímavosti

### Pramen Donu a Šatu

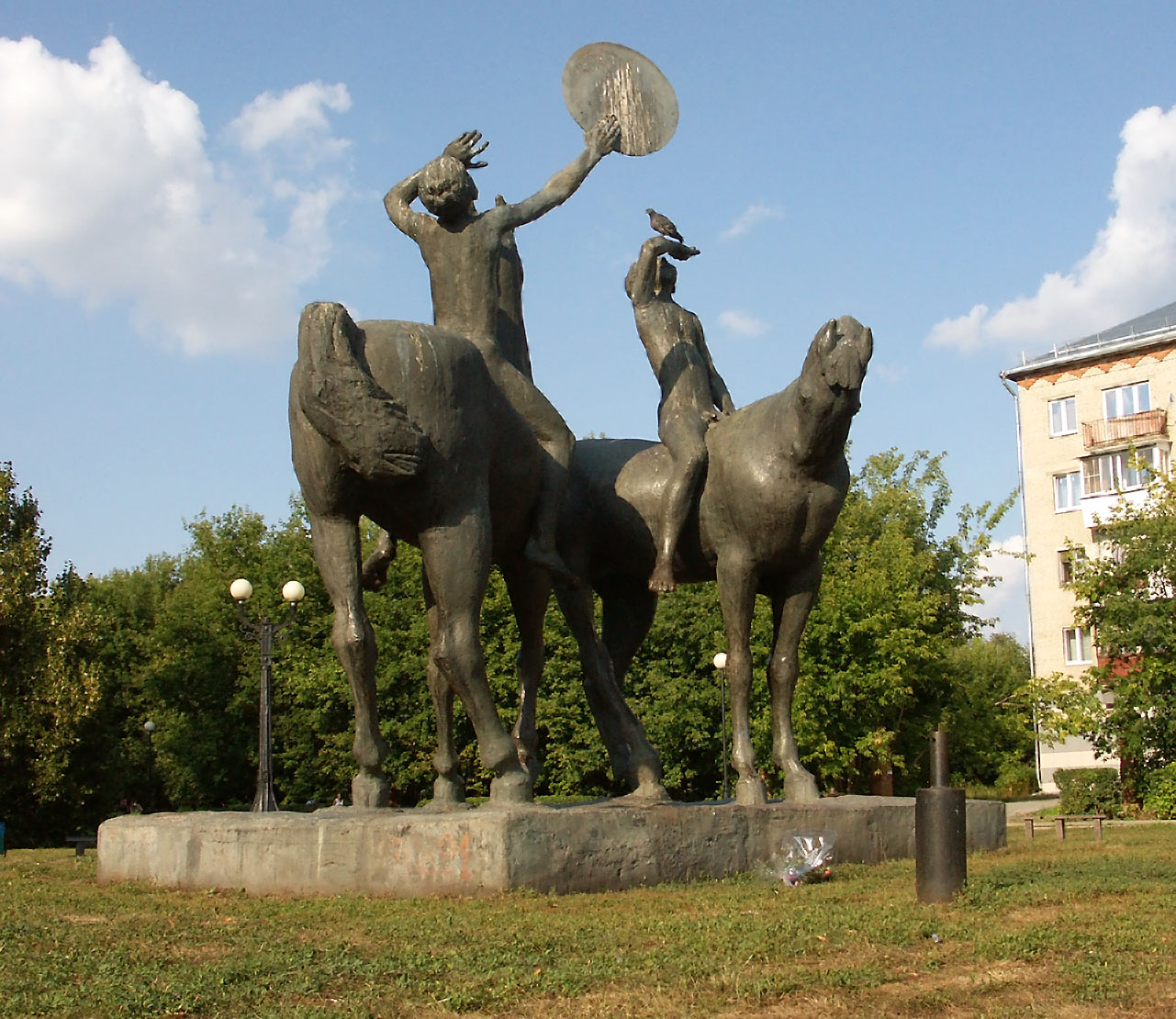
Sousoší u pramene Donu

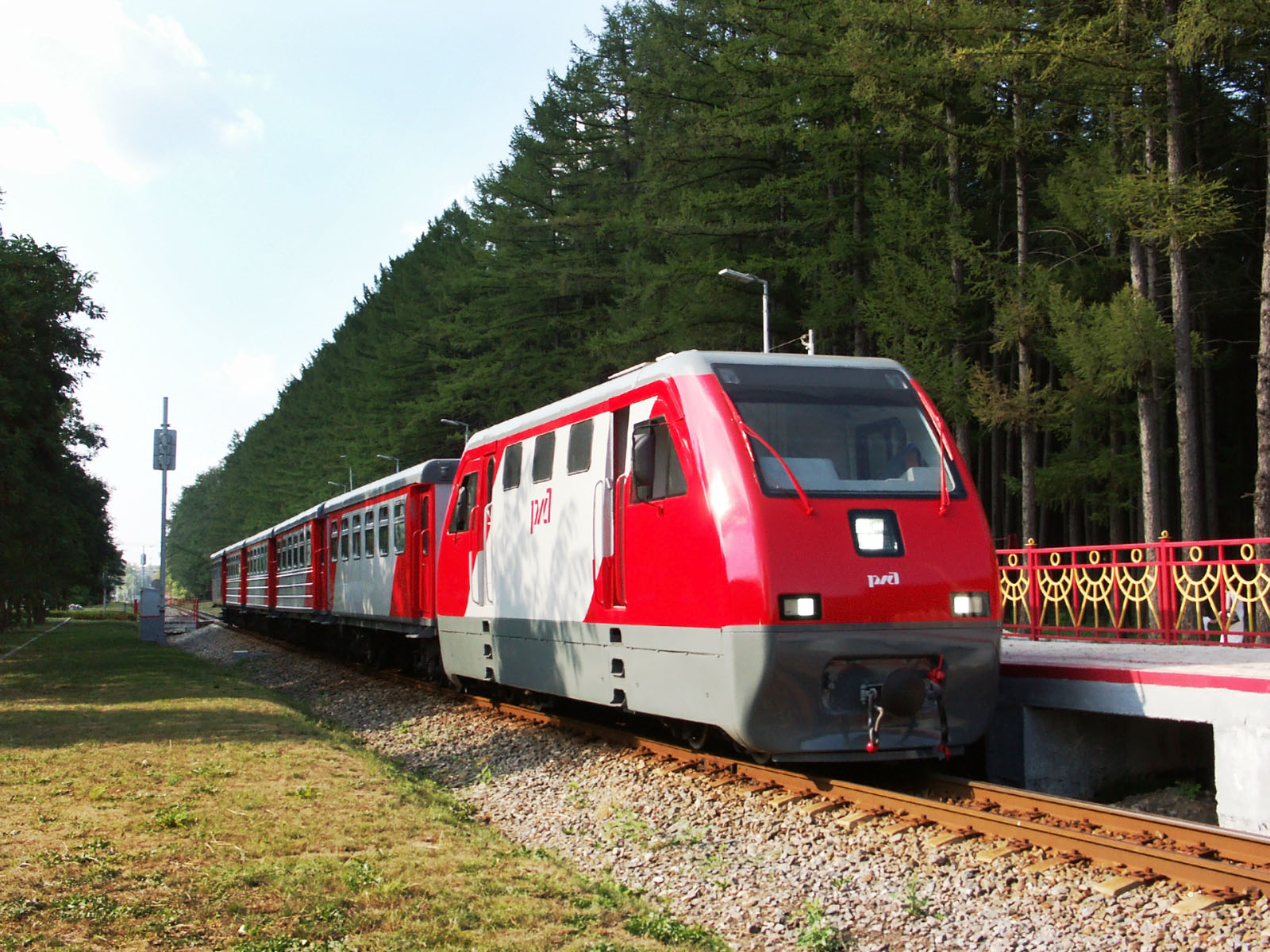
Dětská železnice

V blízkosti Dětského parku, u ulice Komsomolskaja, se nachází pramen Donu. Dále po proudu pokračuje kaskádou hrází a vodních ploch. Původně bylo za společný pramen řek Don a Šat považováno Ivanovo jezero v prostoru dnešního Šatského jezera. Z důvodu různých vodohospodářských úprav a nakonec i stavby železnice, byl Don od Ivanova jezera zcela odříznut. Proto byl jako pramen Donu označen jiný tok a následně z důvodu rozvoje města přeložen. V blízkosti pramenu se nachází alegorické sousoší dvou chlapců na koních, "bratrů" Don a Šat, řek, které pramení na jednom místě, pak se jejich cesty rozejdou, aby se zase k sobě přiblížili (Šat už ve vodách Volhy) těsně před tím, než se každý vlije do jiného moře.

### Dětská železnice s expozicí
Dětský park okružuje úzkorozchodná dětská železnice se třemi zastávkami. Je v provozu od roku 1953. Okruh má délku 1,94 km, celková délka kolejí, včetně nádraží, depa apod. je 2,7 km. Doba provozu vlaků je od května do srpna a za tu dobu převeze přibližně 25 000 dětských pasažérů. Velkou část personálu zajišťují děti a mládež, na jedné směně je jich 70. V blízkosti stanice Berjozky je kámen, pod nímž je uloženo poselství budoucím pionýrům, které má být otevřeno v roce 2022.

### Utopená BM-13 Kaťuša
Při bojích o Novomoskovsk užívala Rudá armáda také raketomety Kaťuša. Začátkem prosince 1941 se jeden z nich, na podvozku pásového tahače STZ-5, propadl pod led Šatského jezera. Ležel na dně 47 let, až do roku 1988, kdy byl z hloubky 8 m vytažen, zrestaurován a nyní stojí u muzea na Komsomolské třídě.

### Vzdálenější místa
- Směrem na jihovýchod, ve vzdálenosti několika desítek kilometrů od města se nachází jedno z nejvýznamnějších bojišť ruské historie, Kulikovo pole, kde Dmitrij Donský, velící sjednoceným ruským vojskům, porazil vojska mongolské Zlaté hordy dřív, než se k nim proti Rusům stačila připojit vojska litevská.

- Západním směrem, nedaleko Tuly, leží obec Jasná Poljana s rozlehlou usedlostí na níž žil a tvořil spisovatel Lev Nikolajevič Tolstoj. Dnes je zde jeho muzeum.

## Partnerská města
- Prievidza, Slovensko
- Kremenčuk, Ukrajina
- Kusadasi, Turecko